# Skjerns kommun
Skjerns kommun var en kommun i Ringkjøbings amt i västra Danmark till 2007. Den gick då upp i Ringkøbing-Skjerns kommun.